# Torneio Vinausteel
O Torneio Vinausteel foi um torneio amistoso de futebol que ocorreu no Vietnã.

## 1ª edição do Torneio Vinausteel no Vietnã em 2003
Em 2003 na 1ª edição do Torneio Vinausteel no Vietnã, o título ficou com o  Santa Cruz, clube pernambucano, que fazia excursão pela Ásia e participou do Torneio Vinausteel no Vietnã e foi campeão invicto. O time da capital pernambucana disputou cinco partidas: empatou uma partida e venceu quatro, se classificando em primeiro colocado, Teve o melhor ataque, a melhor defesa, maior saldo de gol, e o artilheiro da competição e além disso o melhor jogador. A final, no Arruda, terminou com o  Santa Cruz vencendo por de 4 a 0 o GDT sendo campeão do torneio de futebol do Vietnã.

## 2ª edição do Torneio Vinausteel no Vietnã em 2004
Em 2004, na 2ª edição do Torneio Vinausteel no Vietnã o título ficou com o  Porto, de Portugal que participou do torneio de futebol a melhor equipe na fase de classificação do torneio e terminou sendo o campeão.

## Campeão de 2003
Em 2003, o título ficou com o Santa Cruz clube de futebol do Brasil.
| Torneio Vinausteel 2003 |
| ----------------------- |
| Santa Cruz              |

## Campeão de 2004
Em 2004, o título ficou com o Porto, clube de futebol de Portugal.
| Torneio Vinausteel 2004 |
| ----------------------- |
| Porto                   |

1. ↑  ge.globo.com, 17/04/2020: A jornada do Santa Cruz pelo Vietnã, que teve taça, carne de cachorro e visita a túneis secretos.
2. ↑  ge.globo.com, 17/04/2020: A jornada do Santa Cruz pelo Vietnã, que teve taça, carne de cachorro e visita a túneis secretos.